# Novo Basquete Brasil de 2017–18
O Novo Basquete Brasil de 2017–18 foi uma competição brasileira de basquete organizada pela Liga Nacional de Basquete. Esta foi a 10.ª edição do campeonato organizado pela LNB, com a chancela da Confederação Brasileira de Basketball, por isso também foi chamado de NBB10. O NBB garante vagas para os torneios internacionais, como a Liga das Américas, e a Liga Sul-Americana de Basquete. O campeonato teve como novidade a participação do Botafogo e do Joinville/AABJ.
A equipe do Lobos Brasília, tetracampeã brasileira, não participa pela primeira vez de uma edição do NBB por questões financeiras, dando lugar ao Caxias do Sul, que havia sido rebaixado.
Também por questões financeiras o Macaé desiste da disputa da competição, preferindo disputar a Liga Ouro de 2018. No seu lugar entra o Joinville/AABJ, vice-campeão da Liga Ouro de 2017, com isso a edição contou com 15 times.

## Regulamento
A fórmula de disputa do campeonato seguiu a mesma da temporada anterior. Os 12 melhores colocados na fase de classificação avançaram aos playoffs, que seguiram disputados a partir das oitavas de final em playoffs, com os quatro melhores classificados diretamente para as quartas de final, sempre em uma melhor de cinco jogos, inclusive a série final. O formato das séries de playoffs continuaram como na temporada anterior, com os confrontos de mata-mata sendo disputados no modelo 1-2-1-1, com os Jogos 2, 3 e 5 sendo realizados na casa da equipe de melhor campanha na fase de classificação. As duas piores equipe na fase de classificação foram rebaixadas à Liga Ouro de 2019.

## Participantes
| Equipe            | Cidade          | Estado | Em 2016-17           | Ginásio                                            | Capacidade   | Títulos do NBB (último) |
| ----------------- | --------------- | ------ | -------------------- | -------------------------------------------------- | ------------ | ----------------------- |
| AABJ-Joinville    | Joinville       | SC     | 2.º (Liga Ouro 2017) | Centreventos Cau Hansen                            | 4 000        | 0 (não possui)          |
| Basquete Cearense | Fortaleza       | CE     | 11.º (NBB 2016-17)   | Centro de Formação Olímpica Ginásio Paulo Sarasate | 17 100 8 822 | 0 (não possui)          |
| Bauru             | Bauru           | SP     | 1.º (NBB 2016-17)    | Panela de Pressão                                  | 2 000        | 1 (2016–17)             |
| Botafogo          | Rio de Janeiro  | RJ     | 1.º (Liga Ouro 2017) | Ginásio Oscar Zelaya                               | 720          | 0 (não possui)          |
| Campo Mourão      | Campo Mourão    | PR     | 10.° (NBB 2016-17)   | Belin Carolo                                       | 4 500        | 0 (não possui)          |
| Caxias do Sul     | Caxias do Sul   | RS     | 15.º (NBB 2016-17)   | Ginásio Vasco da Gama                              | 1 000        | 0 (não possui)          |
| Flamengo          | Rio de Janeiro  | RJ     | 5.º (NBB 2016-17)    | Tijuca Tênis Clube Arena Carioca 1                 | 2 000 6 000  | 5 (2015-16)             |
| Franca            | Franca          | SP     | 7.º (NBB 2016-17)    | Pedrocão                                           | 6 000        | 0 (não possui)          |
| Liga Sorocabana   | Sorocaba        | SP     | 14.º (NBB 2016-17)   | Gualberto Moreira                                  | 3 000        | 0 (não possui)          |
| Minas             | Belo Horizonte  | MG     | 13.º (NBB 2016-17)   | Arena Minas Tênis Clube                            | 4 000        | 0 (não possui)          |
| Mogi das Cruzes   | Mogi das Cruzes | SP     | 6.º (NBB 2016-17)    | Professor Hugo Ramos                               | 5 000        | 0 (não possui)          |
| Paulistano        | São Paulo       | SP     | 2.º (NBB 2016-17)    | Antônio Prado Júnior                               | 1 280        | 0 (não possui)          |
| Pinheiros         | São Paulo       | SP     | 4.º (NBB 2016-17)    | Poliesportivo Henrique Villaboim                   | 850          | 0 (não possui)          |
| Vasco da Gama     | Rio de Janeiro  | RJ     | 9.º (NBB 2016-17)    | Ginásio Vasco da Gama                              | 1 000        | 0 (não possui)          |
| Universo/Vitória  | Salvador        | BA     | 3.º (NBB 2016-17)    | Poliesportivo de Cajazeiras                        | 2 060        | 0 (não possui)          |

## Primeira fase

### Classificação
| Pos | Times             | %    | Pts | J  | V  | D  | C    | F    | PF   | PS   | SP   | Classificação ou rebaixamento    |
| --- | ----------------- | ---- | --- | -- | -- | -- | ---- | ---- | ---- | ---- | ---- | -------------------------------- |
| 1   | Flamengo          | 89.3 | 53  | 28 | 25 | 3  | 13-1 | 12-2 | 2365 | 2058 | 307  | Classificado para a Fase final   |
| 2   | Paulistano        | 85.7 | 52  | 28 | 24 | 4  | 14-0 | 10-4 | 2380 | 2020 | 360  | Classificado para a Fase final   |
| 3   | Franca            | 78.6 | 50  | 28 | 22 | 6  | 13-1 | 9-5  | 2265 | 1984 | 281  | Classificado para a Fase final   |
| 4   | Mogi das Cruzes   | 67.9 | 47  | 28 | 19 | 9  | 11-3 | 8-6  | 2130 | 1999 | 131  | Classificado para a Fase final   |
| 5   | Caxias do Sul     | 57.1 | 44  | 28 | 16 | 12 | 10-4 | 6-8  | 2108 | 2101 | 7    | Classificado para os Playoffs    |
| 6   | Bauru             | 57.1 | 44  | 28 | 16 | 12 | 9-5  | 7-7  | 2279 | 2127 | 152  | Classificado para os Playoffs    |
| 7   | Pinheiros         | 53.6 | 43  | 28 | 15 | 13 | 8-6  | 7-7  | 2194 | 2069 | 125  | Classificado para os Playoffs    |
| 8   | Universo/Vitória  | 50.0 | 42  | 28 | 14 | 14 | 11-3 | 3-11 | 2159 | 2135 | 24   | Classificado para os Playoffs    |
| 9   | Minas             | 50.0 | 42  | 28 | 14 | 14 | 8-6  | 6-8  | 2002 | 2088 | -86  | Classificado para os Playoffs    |
| 10  | Basquete Cearense | 42.9 | 40  | 28 | 12 | 16 | 11-3 | 1-13 | 2039 | 2145 | -106 | Classificado para os Playoffs    |
| 11  | Vasco da Gama     | 42.9 | 40  | 28 | 12 | 16 | 6-8  | 6-8  | 2184 | 2239 | -55  | Classificado para os Playoffs    |
| 12  | Botafogo          | 25.0 | 35  | 28 | 7  | 21 | 6-8  | 1-13 | 1959 | 2225 | -266 | Classificado para os Playoffs    |
| 13  | AABJ-Joinville    | 25.0 | 35  | 28 | 7  | 21 | 5-9  | 2-12 | 1873 | 2188 | -315 |                                  |
| 14  | Campo Mourão      | 14.3 | 32  | 28 | 4  | 24 | 1-13 | 3-11 | 1927 | 2247 | -320 | Rebaixados para a Liga Ouro 2019 |
| 15  | Liga Sorocabana   | 10.7 | 31  | 28 | 3  | 25 | 2-12 | 1-13 | 1946 | 2185 | -239 | Rebaixados para a Liga Ouro 2019 |

### Confrontos
Para ler a tabela, a linha horizontal representa os jogos da equipe como mandante. A coluna vertical indica os jogos da equipe como visitante.
|                   | CEA   | BAU   | BOT    | CAX   | CMO   | FLA    | FRA   | JOI    | LSB   | MIN   | MOG   | PAU    | PIN   | VAS    | UNI/VIT |
| Basquete Cearense |       | 81-80 | 61-47  | 67-76 | 77-69 | 75-92  | 75-73 | 80-66  | 83-64 | 66-58 | 82-80 | 60-81  | 66-64 | 85-76  | 78-77   |
| Bauru             | 87-82 |       | 103-78 | 73-85 | 82-80 | 71-97  | 60-81 | 88-41  | 95-73 | 89-70 | 75-76 | 72-71  | 85-84 | 83-88  | 77-66   |
| Botafogo          | 70-68 | 60-77 |        | 76-67 | 67-64 | 84-90  | 63-67 | 88-77  | 70-64 | 70-76 | 65-70 | 74-93  | 73-81 | 87-94  | 94-74   |
| Caxias do Sul     | 67-60 | 70-69 | 73-63  |       | 75-66 | 75-98  | 80-86 | 72-63  | 82-66 | 71-91 | 66-65 | 81-80  | 71-86 | 81-69  | 79-78   |
| Campo Mourão      | 60-66 | 59-97 | 71-60  | 63-84 |       | 82-89  | 60-88 | 72-75  | 72-76 | 69-77 | 69-97 | 66-111 | 60-64 | 79-89  | 65-72   |
| Flamengo          | 87-85 | 75-61 | 107-54 | 79-69 | 92-69 |        | 86-66 | 86-75  | 82-67 | 96-84 | 77-71 | 71-72  | 72-68 | 89-81  | 89-75   |
| Franca            | 79-59 | 87-83 | 104-67 | 82-74 | 73-77 | 100-82 |       | 72-56  | 74-67 | 75-55 | 75-73 | 97-73  | 87-79 | 93-61  | 68-55   |
| Joinville         | 73-59 | 71-97 | 68-63  | 70-76 | 83-81 | 81-91  | 66-59 |        | 77-75 | 66-73 | 61-67 | 66-86  | 82-90 | 74-94  | 52-68   |
| Liga Sorocabana   | 91-76 | 81-89 | 68-75  | 71-74 | 63-68 | 63-70  | 79-87 | 51-64  |       | 54-75 | 69-74 | 75-78  | 75-77 | 75-80  | 80-75   |
| Minas             | 75-63 | 66-81 | 74-56  | 86-84 | 74-81 | 76-83  | 65-84 | 69-52  | 71-61 |       | 65-82 | 80-88  | 80-75 | 82-81  | 80-78   |
| Mogi              | 80-62 | 72-69 | 84-70  | 76-75 | 72-69 | 72-75  | 72-71 | 77-67  | 82-73 | 76-39 |       | 80-84  | 69-84 | 89-80  | 80-75   |
| Paulistano        | 96-84 | 88-79 | 112-64 | 88-70 | 92-67 | 72-67  | 88-74 | 75-64  | 84-59 | 93-86 | 84-67 |        | 73-72 | 102-59 | 84-66   |
| Pinheiros         | 92-79 | 77-93 | 80-77  | 90-75 | 80-51 | 67-78  | 77-90 | 108-59 | 80-69 | 62-64 | 66-73 | 81-65  |       | 72-76  | 80-77   |
| Vasco da Gama     | 96-92 | 86-87 | 72-68  | 70-87 | 84-59 | 75-89  | 67-81 | 83-56  | 76-68 | 70-54 | 75-82 | 71-77  | 71-82 |        | 85-89   |
| Universo/Vitória  | 89-68 | 82-77 | 86-76  | 70-69 | 88-79 | 68-76  | 85-92 | 88-68  | 95-69 | 82-57 | 77-72 | 68-90  | 79-76 | 77-75  |         |

## Playoffs
Negrito – Vencedor das séries
Itálico – Time com vantagem de mando de quadra

### Confrontos
|  | Oitavas de final (Melhor de 5) | Oitavas de final (Melhor de 5) | Oitavas de final (Melhor de 5) |  |  | Quartas de final (Melhor de 5) | Quartas de final (Melhor de 5) | Quartas de final (Melhor de 5) |   |   | Semifinal (Melhor de 5) | Semifinal (Melhor de 5) | Semifinal (Melhor de 5) |  |  | Final (Melhor de 5) | Final (Melhor de 5) | Final (Melhor de 5) |
|  |                                |                                |                                |  |  |                                |                                |                                |   |   |                         |                         |                         |  |  |                     |                     |                     |
|  |                                |                                |                                |  |  |                                |                                |                                |   |   |                         |                         |                         |  |  |                     |                     |                     |
|  |                                |                                |                                |  |  | 1                              | Flamengo                       | 3                              |   |   |                         |                         |                         |  |  |                     |                     |                     |
|  | 8                              | Universo/Vitória               | 2                              |  |  | 9                              | Minas                          | 0                              |   |   |                         |                         |                         |  |  |                     |                     |                     |
|  | 9                              | Minas                          | 3                              |  |  |                                |                                |                                |   | 1 | Flamengo                | 1                       |                         |  |  |                     |                     |                     |
|  |                                |                                |                                |  |  |                                | 4                              | Mogi das Cruzes                | 3 |   |                         |                         |                         |  |  |                     |                     |                     |
|  |                                |                                |                                |  |  | 4                              | Mogi das Cruzes                | 3                              |   |   |                         |                         |                         |  |  |                     |                     |                     |
|  | 5                              | Caxias do Sul                  | 3                              |  |  | 5                              | Caxias do Sul                  | 1                              |   |   |                         |                         |                         |  |  |                     |                     |                     |
|  | 12                             | Botafogo                       | 0                              |  |  |                                |                                |                                |   |   | 4                       | Mogi das Cruzes         | 1                       |  |  |                     |                     |                     |
|  |                                |                                |                                |  |  |                                | 2                              | Paulistano                     | 3 |   |                         |                         |                         |  |  |                     |                     |                     |
|  |                                |                                |                                |  |  | 2                              | Paulistano                     | 3                              |   |   |                         |                         |                         |  |  |                     |                     |                     |
|  | 7                              | Pinheiros                      | 1                              |  |  | 10                             | Basquete Cearense              | 1                              |   |   |                         |                         |                         |  |  |                     |                     |                     |
|  | 10                             | Basquete Cearense              | 3                              |  |  |                                |                                |                                |   | 2 | Paulistano              | 3                       |                         |  |  |                     |                     |                     |
|  |                                |                                |                                |  |  |                                | 6                              | Bauru                          | 2 |   |                         |                         |                         |  |  |                     |                     |                     |
|  |                                |                                |                                |  |  | 3                              | Franca                         | 0                              |   |   |                         |                         |                         |  |  |                     |                     |                     |
|  | 6                              | Bauru                          | 3                              |  |  | 6                              | Bauru                          | 3                              |   |   |                         |                         |                         |  |  |                     |                     |                     |
|  | 11                             | Vasco da Gama                  | 1                              |  |  |                                |                                |                                |   |   |                         |                         |                         |  |  |                     |                     |                     |

#### Oitavas de final
| Time 1           | Série | Time 2            | 1º Jogo | 2º Jogo | 3º Jogo | 4º Jogo | 5º Jogo |
| ---------------- | ----- | ----------------- | ------- | ------- | ------- | ------- | ------- |
| Caxias do Sul    | 3–0   | Botafogo          | 95–90   | 79–52   | 80–64   | –       | –       |
| Bauru            | 3–1   | Vasco da Gama     | 93–84   | 89–92   | 83–79   | 104–103 | –       |
| Pinheiros        | 1–3   | Basquete Cearense | 82–73   | 60–64   | 62–75   | 63–64   | –       |
| Universo/Vitória | 2–3   | Minas             | 65–80   | 71–63   | 74–65   | 64–75   | 111–117 |

#### Quartas de final
| Time 1          | Série | Time 2            | 1º Jogo | 2º Jogo | 3º Jogo | 4º Jogo | 5º Jogo |
| --------------- | ----- | ----------------- | ------- | ------- | ------- | ------- | ------- |
| Flamengo        | 3–0   | Minas             | 84–70   | 101–74  | 97–92   | –       | –       |
| Paulistano      | 3–1   | Basquete Cearense | 67–72   | 93–89   | 79–68   | 98–57   | –       |
| Franca          | 0–3   | Bauru             | 76–81   | 77–83   | 61–69   | –       | –       |
| Mogi das Cruzes | 3–1   | Caxias do Sul     | 63–60   | 69–57   | 54–65   | 80–70   | –       |

#### Semifinal
| Time 1     | Série | Time 2          | 1º Jogo | 2º Jogo | 3º Jogo | 4º Jogo | 5º Jogo |
| ---------- | ----- | --------------- | ------- | ------- | ------- | ------- | ------- |
| Flamengo   | 1–3   | Mogi das Cruzes | 62–79   | 74–88   | 71–64   | 72–89   | –       |
| Paulistano | 3–2   | Bauru           | 78–72   | 59–70   | 95–64   | 75–82   | 80–77   |

#### Final
| Time 1     | Série | Time 2          | 1º Jogo | 2º Jogo | 3º Jogo | 4º Jogo | 5º Jogo |
| ---------- | ----- | --------------- | ------- | ------- | ------- | ------- | ------- |
| Paulistano | 3–1   | Mogi das Cruzes | 99–82   | 70–84   | 88–84   | 82–76   | –       |

## Premiação
| Novo Basquete Brasil 2017-18              |
| ----------------------------------------- |
| Paulistano Campeão (1° título Brasileiro) |

## Clubes brasileiros em competições internacionais
| Clube            | Competição         | Resultado    |
| ---------------- | ------------------ | ------------ |
| Bauru            | Liga das Américas  | 2ª fase      |
| Paulistano       | Liga das Américas  | 1ª fase      |
| Mogi das Cruzes  | Liga das Américas  | Vice-campeão |
| Universo/Vitória | Liga Sul-Americana | 1ª fase      |
| Pinheiros        | Liga Sul-Americana | 2ª fase      |
| Flamengo         | Liga Sul-Americana | 2ª fase      |